# Jéromine Pasteur
Pour les articles homonymes, voir Pasteur.
Jéromine Pasteur, née le 30 novembre 1954 à Montceau-les-Mines, est une exploratrice et aventurière française.
En 1981, elle navigue jusqu'en Amérique du Sud ; elle y rencontre les Ashaninkas, Indiens de l'Amazonie péruvienne, dont elle adopte le mode de vie. En 2004, elle fonde l'association Chaveta pour leur venir en aide.

## Biographie

### Famille et premiers voyages
Jéromine Pasteur est issue de la branche du grand-oncle de Louis Pasteur.
Après une enfance solitaire dans le Jura, où ses parents sont propriétaires d'une scierie, profondément attirée par la navigation et curieuse d'horizons nouveaux (son père a participé à de nombreuses régates), elle construit par elle-même, à l'âge de 23 ans, un voilier de 9,20 m avec une coque en ferro-ciment, du nom de Jydartha. Sur ce bateau, elle part découvrir les mers du monde à partir de 1978.
En 1981, elle met le cap sur l'Afrique, où elle explore le Sénégal, la Gambie et la Casamance.

### Voyages et explorations
Elle navigue également en mer des Caraïbes à deux reprises. Durant l'année 1986-1987, elle laisse Jydartha et devient skipper d'un voilier pour une compagnie de charters de Curaçao.
Son goût de l'aventure l'entraîne maintes fois dans des traversées en solitaire en Atlantique, au Brésil et Guyane française, puis dans les Antilles néerlandaises. Elle effectue notamment deux traversées du Pacifique. Lorsqu'elle n'est pas en mer, elle va explorer l'Amérique du Sud, en pleine Amazonie, jusqu'à la frontière de Bolivie.
C'est ainsi qu'en 1984, de passage au Pérou, elle fait sa première rencontre avec les Indiens Ashaninkas. De celle-ci naît une profonde amitié, qui donne lieu à des séjours répétés dans la cordillère de Vilcabamba, où elle partage la vie de ce peuple au sein du village de Parijaro.
Elle découvre, au début de l'été 1987, avec Michel Saens, Diego De Almenara et neuf indiens ashaninka, ce qu’elle considère alors comme « le plus grand pont naturel du monde », une arche rocheuse de 300 mètres de long surplombant le rio Cutivireni, nommée  « l'Arche d'or des Incas » (« el puente de oro » en espagnol), ou Pavirontsi (« pont », en langue ashaninka). C'est par ce pont qu'aurait été évacué le trésor de l'empereur inca Atahualpa pour le soustraire à Francisco Pizarro.
La même année elle reçoit le prix Victor de l'aventure. Elle vient également plaider à Paris le projet d'un parc national destiné à protéger les Ashaninkas et à stopper la déforestation.
Elle raconte cette expérience dans son premier livre sorti en 1988, Chaveta, surnom que lui ont donné les Indiens, qui signifie « papillon » et symbolise la connaissance.
En 1989, elle est la première Occidentale à traverser la cordillère de Vilcabamba, un repli de montagnes d'une altitude de 4 000 m, couverte de jungle au cœur de l'Amazonie péruvienne.
En 1990, alors qu'elle est en France, l’attaque du Sentier lumineux fait 7 000 morts chez les Indiens Ashkaninkas et laisse de nombreux orphelins et mutilés. Le village de Parijaro est attaqué et brûlé.

### Engagements
Son engagement vis-à-vis de la nature lui vaut d'être élue « Homme de l'Année » par la Jeune Chambre économique française pour « son action bénévole et philanthropique, pour sa passion constructive et son respectueux amour de la nature ». De plus en plus sollicitée par les médias pour ses actions et sa détermination, elle est désignée « marraine des arbres » par TF1, en 1991, pour le plan de reboisement du sud de la France, et reçoit l'appui du WWF dans ces projets pour lesquels elle a le grade d'ambassadrice.
Depuis les années 2000, elle passe sa vie entre la Patagonie à Ushuaïa et le Jura, sur le plateau de Nozeroy, berceau de sa famille.
Au cours d'un colloque à la Sorbonne, elle lance un appel pour la sauvegarde « des richesses de notre planète » qui retentit comme un signal d'alarme. En contact régulier avec les Indiens ashaninkas, elle crée en 2004, l'association Chaveta, du nom de son premier livre, pour soutenir ce peuple menacé de disparition. Elle est également élue membre de la Société des explorateurs français.
Depuis février 2008, elle produit l'émission Biotiful Planète sur la chaîne Planète+ comme coauteur de la série, également diffusée sur France 5 depuis l'été 2008.
En 2010, elle crée l'Institut pour la diversité biologique (Indibio), une association loi de 1901 destinée à la préservation de la biodiversité. Elle agit « ici » en France, et « là-bas », en Amazonie et dans le monde, pour la préservation de la forêt, de l'environnement et des peuples autochtones.

### Vie privée
Jéromine est mariée avec Raphaël GROS, pour le meilleur et le bonheur,.

## Œuvres
- Chaveta, éd. Filippacchi, 1988
- Selva sauvage, éd. Filippacchi, 1989
- Les Contes de la Grande Forêt, éd. Filippacchi, 1990
- Silène, éd. Fixot, 1991
- Ashaninkas, éd. Fixot, 1993
- Ouragan, éd. Fixot, 1996
- Taanoki, La rencontre, éd. Casterman, 1998, une bande dessinée en collaboration avec le dessinateur François Plisson
- Taanoki, Le fils du jaguar, éd. Casterman, 2001, une bande dessinée en collaboration avec le dessinateur François Plisson
- L’enfant qui rêvait le monde, éd. Robert Laffont, 2003
- Vingt Ans au cœur de l'Amazonie, éd. Arthaud, 2004
- Shelena, éd. Casterman, 2005, une bande dessinée en collaboration avec le dessinateur René Follet
- Et sur les rives de ma vie..., éd. Arthaud, 2006
- Comptoir des océans, éd. Arthaud, 2009
- La vie est un chemin qui a du cœur, livre d'entretiens, Éditions de l'Aube, 2011
- Femmes-Oiseaux, éd. Belfond, 2012

## Télévision
- Biotiful Planète, saison 3 (2009) : Mozambique, Bassin du Congo, Madagascar. Diffusion sur Planète les 9, 10 et 11 février 2010, puis sur France 5 tout l'été. Production Gedeon programmes/WWF/AFD/Canal Overseas Productions
- Biotiful Planète, saison 2 (2008) : La Polynésie (22 février), Saint-Pierre-et-Miquelon (29 février) et les Antilles (7 mars). Diffusion sur France 5 et Planète. Production Gedeon Programmes/WWF/Prodom
- Qui est-tu Ashaninka ?, Documentaire, 2006. Production Gedeon Programmes